# Leichlingen (Rheinland)
Leichlingen (Rheinland) è una città di 27 868 abitanti della Renania Settentrionale-Vestfalia, in Germania.
Appartiene al distretto governativo (Regierungsbezirk) di Colonia ed è una delle città più popolose del circondario del Reno-Berg.

## Amministrazione

### Gemellaggi
Leichlingen è gemellata con:
- Marly-le-Roi
- Funchal
- Henley-on-Thames